# In This Life
"In This Life" to pierwszy singel australijskiej wokalistki pop, Delty Goodrem, z jej trzeciego studyjnego albumu zatytułowanego Delta. Piosenka została napisana przez Goodrem, Briana McFaddena, Stuarta Crichtona oraz Tommy'ego Lee Jamesa. Producentem utworu jest John Shanks, który produkował również utwory takich artystów, jak Hilary Duff, Take That, Bon Jovi czy Ashlee Simpson. Według artykułu z Herald Sun, piosenka "ma bardziej gitarowe brzmienie i odświeża głos Goodrem". Ostatnio artystka nakręciła nowy wideoklip do utworu na potrzeby amerykańskiego wydania albumu.
Utwór wydano w australijskich stacjach radiowych 28 sierpnia 2007 roku, a 15 września udostępniono go na krążku lub do pobrania z sieci. 15 kwietnia 2008 roku nastąpiła premiera singla w Stanach Zjednoczonych.

## Tło utworu
Odwołując się do słów Goodrem, tekst "In This Life" został napisany przez nią tuż po Bożym Narodzeniu. Crichton, który współtworzył tekst utworu, chciał aby piosenkarka użyła w nim słów, którymi zwykła kończyć listy: "Love & Light". I tak na początku refrenu artystka śpiewa:
You give me love
You give me light
Goodrem powiedziała The Daily Telegraph, że potrzebowała najpierw rozprawić się z osobistymi demonami i uczuciami, aby móc napisać taką piosenkę. Zgodnie z biografią, która jest zamieszczona na oficjalnej stronie internetowej artystki, utwór "popiera rozpoczynanie od nowa, pochwala wytrwałość i przynagla do posuwania się w życiu naprzód". Goodrem jest zdania, że "In This Life" był świetnym wprowadzeniem do jej nowego albumu. W trakcie rozmowy chatowej na jej oficjalnym forum, artystka powiedziała, że piosenka jest o "podróży, którą jest to życie i przyjmowaniu tego co ono daje oraz zdobywaniu doświadczeń i koncentrowaniu się na jego pozytywach".

## Krytyka
Utwór otrzymał pozytywne oceny recenzentów, którzy chwalili u Goodrem jej nowy wygląd i brzmienie. Na stronie news.com.au pojawił się komentarz mówiący: ""In This Life" jest niepodważalnie piosenką Delty Goodrem i odkrywa bardziej seksowny i dojrzały głos artystki, która od czasu swojego debiutanckiego singla "Born To Try" zdominowała australijski eter".
Magazyn Billboard także pochwalił utwór, dzięki czemu Goodrem stała się bardziej popularna w Stanach Zjednoczonych. Recenzent Chuck Taylor powiedział o piosence: ""In This Life" jest idealnym pojazdem mechanicznym, wspaniałą fortepianową gablotą, z tempem turbo i pędzącymi naprzód słowami o zatracaniu się w miłości... oraz wokalem, który przedstawia nieporównywalną odwagę".
Komentarz do piosenki został także zamieszczony w Herald Sun i był przytaczany w głównej sekcji artykułu.

## Teledysk
Pierwsza wersja teledysku, przeznaczona na rynek australijski, została nakręcona 10 września 2007 roku w Los Angeles. Jej reżyserem był Rocky Schenck. Według ludzi związanych z produkcją wideo pokazuje najseksowniejszą Goodrem do tego czasu, w kilku scenach przypominającą wyglądem Brigitte Bardot. Sama artystka o kręceniu wideo powiedziała: "Zabrało mi kilka chwil, aby wejść w ten rytm, ponieważ od dłuższego czasu nie kręciłam żadnego teledysku, ale potem było lepiej niż kiedykolwiek".
Premiera teledysku miała miejsce 30 września 2007 roku w australijskim porannym programie telewizyjnym Sunrise. Pomimo tego, iż klip został skrytykowany za zbytnią "przeciętność", to chwalono go za efektywność i skupienie uwagi na osobie artystki, która pokazała swój świetny nastrój zamiast opowiadać jakąś historię z efektami specjalnymi. Goodrem oznajmiła, że zależało jej, aby teledysk pokazywał ją śpiewającą piosenkę.
Pod koniec marca 2008 roku w Kalifornii została nakręcona druga wersja teledysku na potrzeby amerykańskiego wydania albumu Delta. Akcja klipu rozgrywa się na plaży w Malibu, gdzie Goodrem gra na fortepianie bądź śpiewa leżąc na piasku. Tym razem reżyserem wideo był Robert Hales, który współpracował także m.in. z Justinem Timberlakiem i Gnarlsem Barkleyem. O tym wideoklipie artystka powiedziała: "Jest całkiem bezpośredni i kreatywny. Będzie dla mnie wstępem. Powinnam pokazywać się przy fortepianie. Powinnam przedstawić się mówiąc: "Oto ja, ta nowa artystka"". Klip zadebiutował na kanale YouTube grupy Universal Music 15 maja 2008 roku.

## Notowania
| Lista (2007)                      | Pozycja |
| --------------------------------- | ------- |
| Australijska ARIA Singles Chart   | 1       |
| Nowozelandzka RIANZ Singles Chart | 31      |
| Francuska Top 100 Airplay         | 85      |

| Lista (2008)                               | Pozycja |
| ------------------------------------------ | ------- |
| U.S. Billboard Hot Adult Top 40 Tracks     | 21      |
| U.S. Billboard Hot Adult Top 40 Recurrents | 20      |
| Japanese MORA International Digital Chart  | 1       |
| Tokio Hot 100                              | 15      |
| Matro Radio Hong Kong                      | 1       |

## Wydania singla
| Australijski Singel CD 1 (Wydany: 15 września 2007) 1. "In This Life" 2. "Take Me Home" z bonusową naklejką Australijski Singel CD 2 (Wydany: 15 września 2007) 1. "In This Life" 2. "In This Life" (Acoustic Version) z bonusowym plakatem Australijski iTunes Exclusive (Wydany: 15 września 2007) 1. "In This Life" 2. "Breathe In, Breathe Out" | Japoński Singel CD (Wydany: 23 stycznia 2008) 1. "In This Life" 2. "Take Me Home" 3. "In This Life" (Acoustic Version) U.S. Digital Single (Wydany: 15 kwietnia 2008) 1. "In This Life" (Updated Mix) |

## Historia wydania
| Państwo           | Data                 |
| ----------------- | -------------------- |
| Australia         | 15 września 2007     |
| Nowa Zelandia     | 29 października 2007 |
| Hongkong          | 30 grudnia 2007      |
| Japonia           | 23 stycznia 2008     |
| Stany Zjednoczone | 15 kwietnia 2008     |